# Jean-François Lamarque (homme politique)
Pour les articles homonymes, voir Jean-François Lamarque et Lamarque.
Jean-François Lamarque, né le 12 février 1944 à Castres (Tarn), est un homme politique français.

## Détail des fonctions et des mandats
Mandat parlementaire
- 29 juillet 1988 - 1er avril 1993 : Député de la 7e circonscription de la Haute-Garonne

1979-2004 : Conseiller général du Canton de Revel